# Academia infractorilor români
„Academia infractorilor români” este numele dat unei grupări de hoți care în perioada 2013-2015 ar fi furat bijuterii și ceasuri în valoare totală de aproape 10 milioane de euro, din magazine din Europa.
Liderul rețelei ar fi Adrian Marin Botez, zis „Țâță”, prins la 16 ianuarie 2015 după ce a fost căutat mai mult de șase luni după eliberarea din Arestul Capitalei, deși tocmai primise o condamnare la zece ani de închisoare pentru că a încercat să îl omoare pe Dumitru „Puiu” Mironescu.
Adrian Marin Botez și alți șapte bărbați care, în 2011, au vrut să-l omoare pe Dumitru „Puiu” Mironescu au fost condamnați definitiv, în 30 iunie 2014, la pedepse cu executare cuprinse între nouă și doisprezece ani de închisoare, în dosarul cunoscut ca „Bariera”.
Gruparea, coordonată de Adrian Botez, era organizată după reguli militare stricte, aceștia având un regulament strict de funcționare.
Gruparea, compusă din peste 100 de executanți, toți recrutați din județul Neamț, acționa precum cele din filmele de acțiune. Persoanele recrutate erau antrenate, coordonate și controlate special pentru a pătrunde în forță în magazine de lux de bijuterii și ceasuri de pe teritoriul Uniunii Europene.
Membrii grupării erau antrenați în imobile închiriate special în acest scop, cu geamuri acoperite cu folii negre. Erau duși în aceste imobile cu saci negri pe cap. Erau amprentați, li se întocmeau dosare personale și li se luau probe ADN. Mai mult, în aceste dosare erau menționate numele membrilor familiei și datele personale ale membrilor familiei, ale prietenilor, ale rudelor și chiar ale prietenelor. De asemenea, erau chestionați despre viciile pe care le aveau. Casele de antrenament au fost închiriate în București, Cluj, Constanța, iar programul de pregătire dura 90 de zile.
Jafurile erau comise atât pe timpul zilei cât și pe timp de noapte, fiind folosite inclusiv cocktail-uri Molotov pentru pătrunderea în magazine. Au fost jefuite în acest fel magazine de pe teritoriul Regatului Unit, Italiei. Franței, Austriei, Belgiei, Germaniei, Țărilor de Jos și Andorrei. Fiecare atac dura 60 de secunde, iar cineva stătea la ușă pentru a cronometra. Fiecare membru al grupării avea un rol bine stabilit. Se acționa după metoda celebrei grupări sârbe „Pantera roz”⁠(d).